# Federalny Departament Środowiska, Transportu, Energii i Komunikacji
Federalny Departament Środowiska, Transportu, Energii i Komunikacji (niem.: Eidgenössisches Departement für Umwelt, Verkehr, Energie und Kommunikation (UVEK), fr.: Département fédéral de l’environnement, des transports, de l’énergie et de la communication (DATEC), wł.: Dipartimento federale dell’ambiente, dei trasporti, dell’energia e delle comunicazioni (DATEC), romansz: Departament federal per ambient, traffic, energia e communicaziun (DATEC)) – departament odpowiadający za komunikację, transport, energię i środowisko w Szwajcarii.
Od 1 stycznia 2023 departamentem kieruje Albert Rösti z SVP/UDC.

## Historyczne nazwy
- od 1848 – Departament Poczty i Budownictwa
- od 1 stycznia 1860 – Departament Poczty
- od 1 stycznia 1873 – Departament Poczty i Telegrafu
- od 1 stycznia 1879 – Departament Poczty i Kolejnictwa
- od 1 stycznia 1963 – Departament Transportu, Komunikacji i Energii
- od 1 stycznia 1998 – Departament Środowiska, Transportu, Energii i Komunikacji

## Lista szefów Departamentu
| #  | Od               | Do                   | Imię i nazwisko            | Data ur. i śm. | Partia | Kanton     |
| -- | ---------------- | -------------------- | -------------------------- | -------------- | ------ | ---------- |
| 1  | 1848             | 31 grudnia 1852      | Wilhelm Matthias Näff      | 1802–1881      | FDP    | St. Gallen |
| 2  | 1 stycznia 1853  | 31 grudnia 1854      | Martin J. Munzinger        | 1791–1855      | FDP    | Solura     |
| 3  | 1 stycznia 1855  | 31 grudnia 1866      | Wilhelm Matthias Näff      | 1802–1881      | FDP    | St. Gallen |
| 4  | 1 stycznia 1867  | 31 grudnia 1867      | Jakob Dubs                 | 1822–1879      | FDP    | Zurych     |
| 5  | 1 stycznia 1868  | 31 grudnia 1868      | Jean-Jacques Challet-Venel | 1811–1893      | FDP    | Genewa     |
| 6  | 1 stycznia 1869  | 31 grudnia 1869      | Jakob Dubs                 | 1822–1879      | FDP    | Zurych     |
| 7  | 1 stycznia 1870  | 31 grudnia 1872      | Jean-Jacques Challet-Venel | 1811–1893      | FDP    | Genewa     |
| 8  | 1 stycznia 1873  | 31 grudnia 1875      | Eugène Borel               | 1835–1892      | FDP    | Neuchâtel  |
| 9  | 1 stycznia 1876  | 31 grudnia 1876      | Joachim Heer               | 1825–1879      | FDP    | Glarus     |
| 10 | 1 stycznia 1877  | 31 grudnia 1879      | Emil Welti                 | 1825–1899      | FDP    | Argowia    |
| 11 | 1 stycznia 1880  | 31 grudnia 1881      | Simeon Bavier              | 1825–1896      | FDP    | Gryzonia   |
| 12 | 1 stycznia 1882  | 31 grudnia 1883      | Emil Welti                 | 1825–1899      | FDP    | Argowia    |
| 13 | 1 stycznia 1884  | 31 grudnia 1884      | Adolf Deucher              | 1831–1912      | FDP    | Turgowia   |
| 14 | 1 stycznia 1885  | 31 grudnia 1891      | Emil Welti                 | 1825–1899      | FDP    | Argowia    |
| 15 | 1 stycznia 1892  | 31 grudnia 1901      | Josef Zemp                 | 1834–1908      | CVP    | Lucerna    |
| 16 | 1 stycznia 1902  | 31 grudnia 1902      | Robert Comtesse            | 1847–1922      | FDP    | Neuchâtel  |
| 17 | 1 stycznia 1903  | 17 czerwca 1908      | Josef Zemp                 | 1834–1908      | CVP    | Lucerna    |
| 18 | czerwiec 1908    | 31 grudnia 1911      | Ludwig Forrer              | 1845–1921      | FDP    | Zurych     |
| 19 | 1 stycznia 1912  | 4 marca 1912         | Robert Comtesse            | 1847–1922      | FDP    | Neuchâtel  |
| 20 | marzec 1912      | 31 grudnia 1912      | Louis Perrier              | 1849–1913      | FDP    | Neuchâtel  |
| 21 | 1 stycznia 1913  | 31 grudnia 1917      | Robert Comtesse            | 1847–1922      | FDP    | Neuchâtel  |
| 22 | 1 stycznia 1918  | 31 grudnia 1929      | Robert Haab                | 1865–1939      | FDP    | Zurych     |
| 23 | 1 stycznia 1930  | 1940                 | Marcel Pilet-Golaz         | 1889–1958      | FDP    | Vaud       |
| 24 | 1940             | 15 października 1950 | Enrico Celio               | 1889–1980      | CVP    | Ticino     |
| 25 | październik 1950 | 9 grudnia 1954       | Josef Escher               | 1885–1954      | CVP    | Valais     |
| 26 | 1 stycznia 1955  | 31 grudnia 1959      | Giuseppe Lepori            | 1902–1968      | CVP    | Ticino     |
| 27 | 1 stycznia 1960  | 31 grudnia 1965      | Willy Spühler              | 1902–1990      | SPS    | Zurych     |
| 28 | 1 stycznia 1966  | 30 czerwca 1968      | Rudolf Gnägi               | 1917–1985      | SVP    | Berno      |
| 29 | 1 lipca 1968     | 31 grudnia 1973      | Roger Bonvin               | 1907–1982      | CVP    | Valais     |
| 30 | 1 stycznia 1974  | 31 grudnia 1979      | Willi Ritschard            | 1918–1983      | SPS    | Solura     |
| 31 | 1 stycznia 1980  | 31 grudnia 1987      | Leon Schlumpf              | 1925–2012      | SVP    | Gryzonia   |
| 32 | 1 stycznia 1988  | 31 grudnia 1995      | Adolf Ogi                  | 1942–          | SVP    | Berno      |
| 33 | 1 stycznia 1996  | 31 października 2010 | Moritz Leuenberger         | 1946–          | SPS    | Zurych     |
| 34 | 1 listopada 2010 | 31 grudnia 2018      | Doris Leuthard             | 1963–          | CVP    | Argowia    |
| 35 | 1 stycznia 2019  | 31 grudnia 2022      | Simonetta Sommaruga        | 1960–          | SP/PS  | Berno      |
| 36 | 1 stycznia 2023  | nadal pełni funkcję  | Albert Rösti               | 1967-          | SVP    | Berno      |